# John Ashburnham
Pour les articles homonymes, voir John Ashburnham (homonymie) et Ashburnham (homonymie).
John Ashburnham 2e comte d'Ashburnham, 30 octobre 1724 – 8 avril 1812) est un pair britannique.

## Biographie
Il est le seul fils de John Ashburnham, par sa troisième femme, Jemima Grey, la fille de Henry Grey. En 1737, il hérite des titres de son père et devient Lord de la Chambre du Roi en 1748.
Le 25 juin 1756, Ashburnham épouse Elizabeth Crowley (1727–1781), une fille et cohéritière de l'échevin John Crowley, un riche marchand de Londres, et un fils d'Ambrose Crowley. Sa dot est de 200 000 livres sterling. La mère d'Elizabeth est Théodosie, fille du révérend Joseph Gascoygne. Ils ont six enfants :
- George, vicomte de St Asaph (1758–1758) ;
- Henrietta Théodosie (1759–1847), morte célibataire[1] ;
- George Ashburnham (1760–1830), plus tard, 3e comte d'Ashburnham ;
- Jemima Elizabeth (1762–1786), épouse James Graham (3e duc de Montrose) ;
- Elizabeth Frances (1763–1854), morte célibataire ;
- Théodosie Maria (1765–1822), épouse de Robert Vyner.

De 1753 à 1762, Ashburnham est le gardien de Hyde Park et St James's Park et Lord Lieutenant du Sussex de 1754 à 1757. En 1765, il est nommé Maître de la Garde-Robe, et Porte-coton en 1775.